# Рёштель, Рихард
Рихард Рёштель (нем. Richard Röstel; 1872 — ?) — немецкий гимнаст, дважды чемпион летних Олимпийских игр 1896.
Рёштель стал победителем в составе немецкой сборной по гимнастике в соревнованиях на брусьях и перекладине. Кроме того, он принял участие в состязаниях по опорному прыжку, коню, перекладине и параллельных брусьях, но не смог занять призовое место.